# Candenosa
Candenosa es una localidad de la comunidad autónoma de Cantabria (España). Es uno de los quince pueblos que forman el municipio de Valdeprado del Río, situado en el sur de la comunidad, dentro de la comarca de Campoo-Los Valles. La localidad se encuentra a 1150 metros de altitud sobre el nivel del mar, siendo el pueblo más alto de Cantabria. Dista 10 kilómetros de la capital municipal, Arroyal. En 2024 contaba con un solo habitante.